# Phyllobius cylindricollis
Phyllobius cylindricollis — вид долгоносиков-скосарей из подсемейства Entiminae.

## Описание
Жук длиной 4-5 мм. Диск переднеспинки и обычно полоса вдоль шва надкрылий в редких чешуйках или почти голые. Головотрубка с резкой продольной бороздкой. Диаметр глаза равен почти половине ширины лба.  Переднеспинка самцов не уже надкрылий в плечах, на основании и вершине почти одинаковой ширины. Плечевые бугры слабые.

## Экология
Обитает в степях.